# Engrácia Cabenha
Engrácia Francisco Adão Bravo Cabenha (Ícolo e Bengo, novembro de 1948) é uma militar e ativista anticolonial angolana. Foi a única mulher a integrar o grupo de nacionalistas que participou dos ataques a Luanda em fevereiro de 1961, operação que invadiu as prisões coloniais de Luanda dando origem à luta armada pela independência de Angola.

## Biografia
Engrácia Cabenha nasceu em Cassoneca, Ícolo e Bengo, em novembro de 1948. Seus pais eram Francisco João Martins e Teresa Deão. Possui os codinomes "Rainha do 4 de Fevereiro" e "Rainha da Libertação". Na infância, vivia na casa de um tio no Rangel, em Luanda.
Tinha apenas 12 anos quando foi a única mulher escolhida para pegar em armas e actuar diretamente nos ataques a Luanda em fevereiro de 1961 (a outra mulher presente na operação, Mariana Manana, chefiou a logística, não estando diretamente nos combates), que resultaram na invasão das prisões coloniais de Luanda.
Para tal, teve de passar por testes médicos que comprovassem que era virgem, sendo depois fechada numa casa durante 90 dias, sujeita a um período de jejum e preparação espiritual. No total 3.123 combatentes foram preparados para os combates.
Em 3 de fevereiro de 1961, a despeito de sua tenra idade, foi designada a chefiar a "Unidade Rainha" (seu nome de guerra Rainha advém desta unidade) do "Movimento Clandestino", um grupo de retaguarda montado por Adão Neves Bendinha. No dia 4 de fevereiro de 1961, era a única mulher entre os 200 combatentes que invadiram as prisões de Luanda, a Emissora Rádio Nacional de Angola e a sede dos Correios de Angola, o que deu inicio à luta armada pela libertação de Angola. Somente sobreviveu e escapou de ser presa, torturada e morta porque se escondeu e depois fugiu para o interior de Angola, conseguindo ir para a sede do Movimento Popular de Libertação de Angola (MPLA) no Congo-Quinxassa e depois para a sede do partido no Congo-Brazavile.
Engrácia posteriormente ingressou do Destacamento Feminino das Forças Armadas Populares de Libertação de Angola (FAPLA) que desempenhou um importante papel na luta anticolonial angolana.
Actualmente na reserva, Engrácia Cabenha tem a patente de tenente-general das Forças Armadas Angolanas.

## Vida Pessoal
É irmã do músico Pedro Cabenha e do tenente-general Amadeu Francisco Cabenha "Calunga". Seu irmão Amadeu também estava no Movimento Clandestino que participou dos ataques a Luanda em fevereiro de 1961.